# Młynówka (dopływ Moszczenicy)

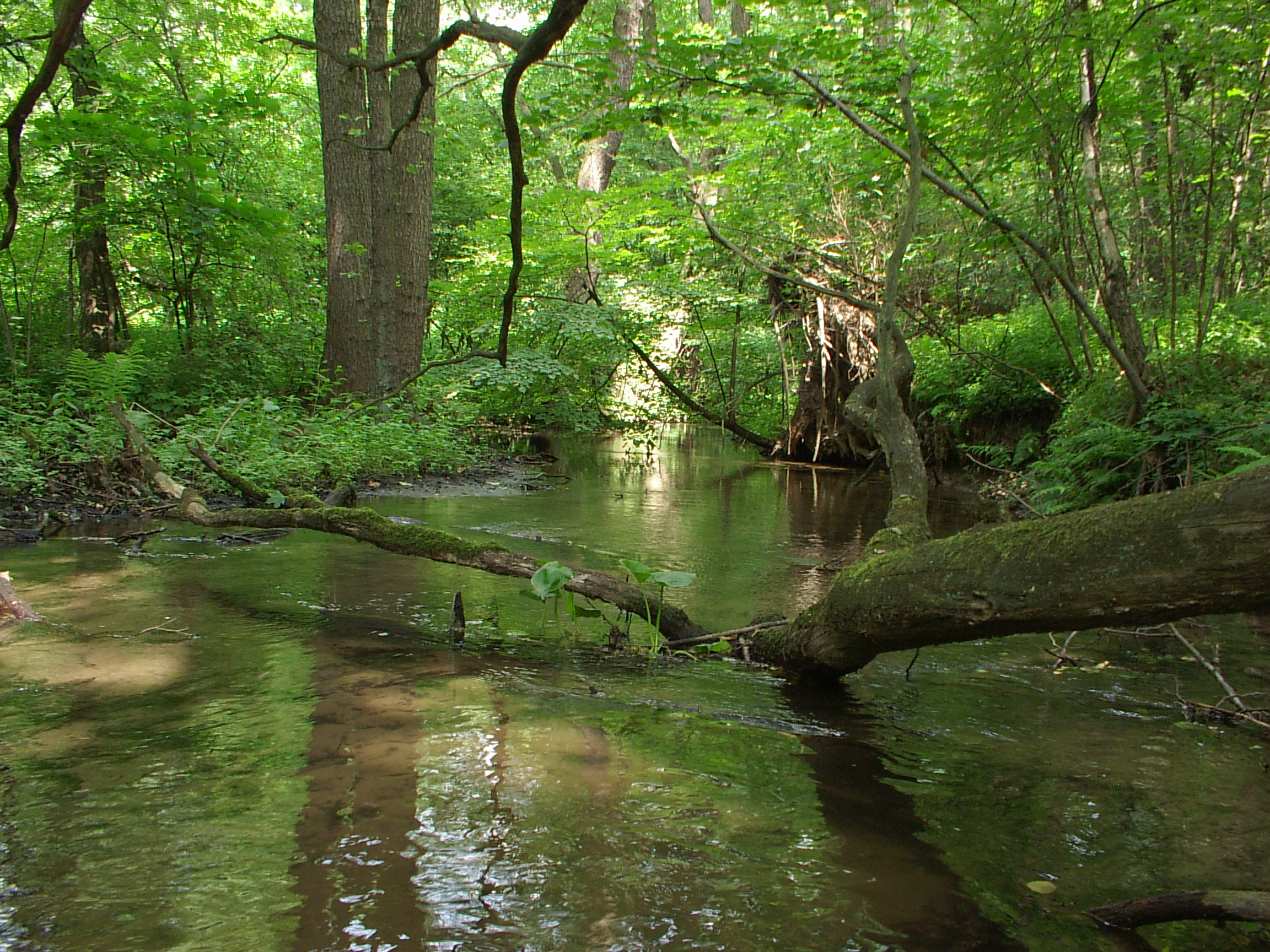
Młynówka przepływająca przez rezerwat przyrody Struga Dobieszkowska.

Młynówka (lub Struga Dobieszkowska) – strumień o długości ok. 4 km, dopływ rzeki Moszczenicy.
Płynie w całości na terenie gminy Stryków, w województwie łódzkim, w Parku Krajobrazowym Wzniesień Łódzkich i uchodzi do Moszczenicy w okolicach wsi Ługi. W obszarze źródliskowym Młynówki (okolice Starego Imielnika i Dobieszkowa) znajduje się rezerwat przyrody Struga Dobieszkowska. 
Faunę strumienia stanowią m.in.: ochotkowate, meszki, pijawki, minogi strumieniowe, traszki oraz żaby.
Nurtem Młynówki zasilany był młyn zbożowy w Dobieszkowie.